# Rudbekia błyskotliwa

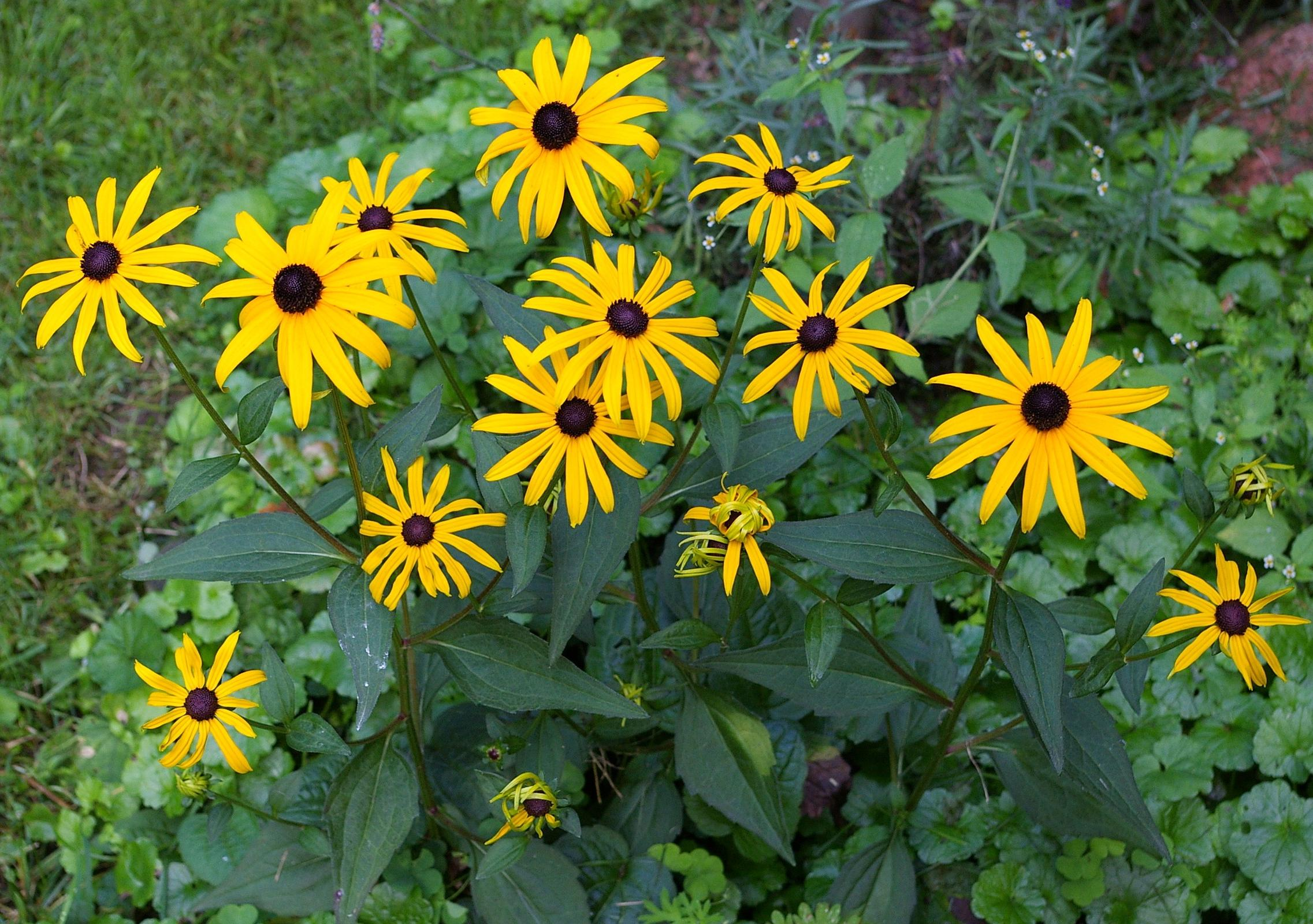
Odmiana 'Goldsturm'

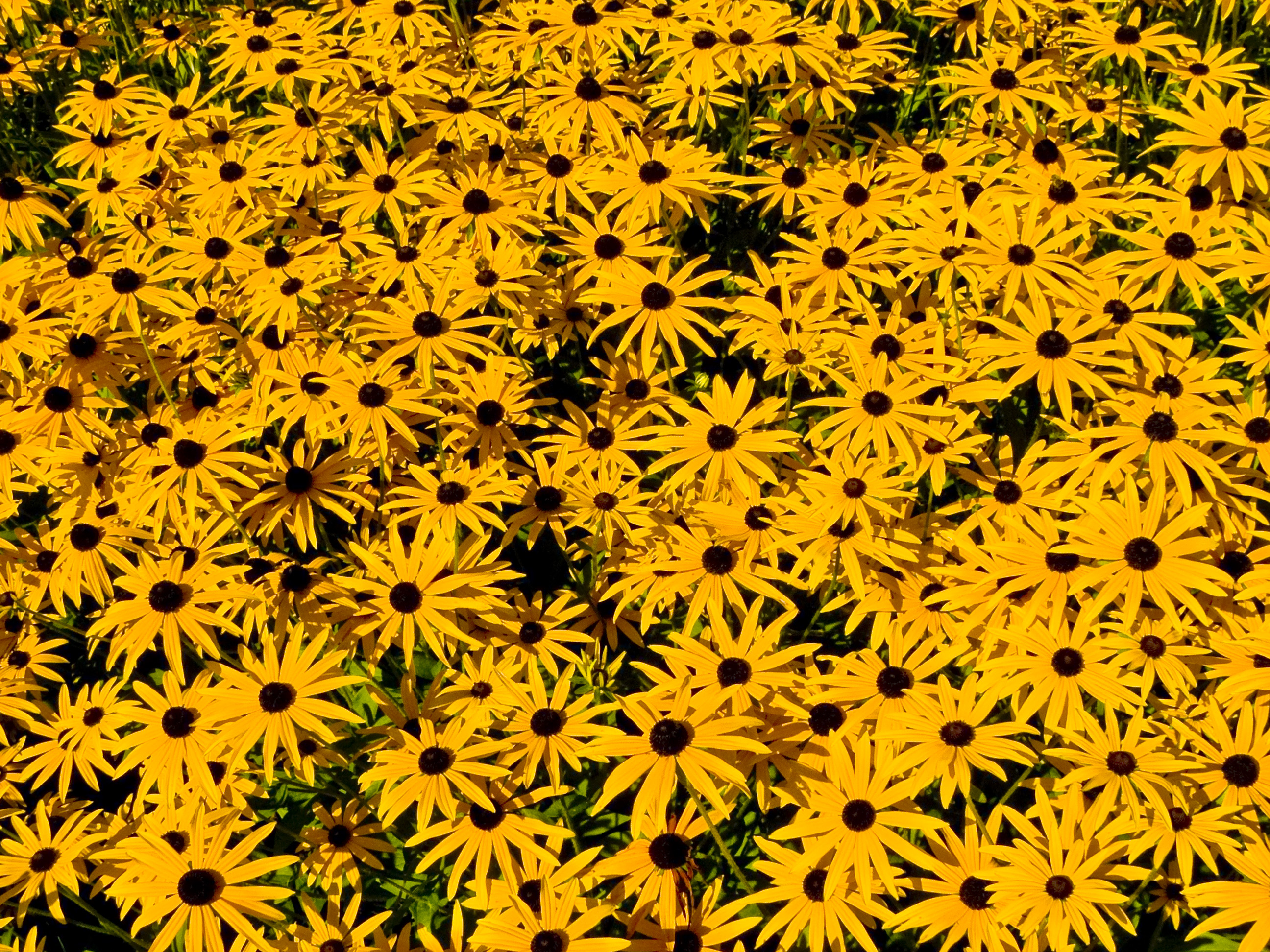
Kwitnące rudbekie

Rudbekia błyskotliwa (Rudbeckia fulgida) – gatunek byliny należący do rodziny astrowatych. Pochodzi z Ameryki Północnej, rośnie dziko w stanach Georgia, Teksas i Floryda, do Europy sprowadzona została dopiero w XVIII w. przez ogrodników. W Polsce wyłącznie jako popularna roślina uprawna (ozdobna).

## Morfologia
PokrójTworzy gęste kępy. Wytwarza rozłogi, za pomocą których rozmnaża się wegetatywnie.
ŁodygaWzniesiona, prosta, sztywna, pokryta drobnymi włoskami, rozgałęziająca się. Osiąga wysokość 40–60 cm. Dołem kanciasta, górą żeberkowana.
LiścieUlistnienie skrętoległe. Dolne liście szerokojajowate z ostrym końcem i ząbkowane, górne lancetowate i całobrzegie. U typowej formy są szorstko owłosione.
KwiatyZebrane w kwiatostany typu koszyczek. Duże brzeżne kwiaty języczkowe są intensywnie żółte lub jasnopomarańczowe. Wewnętrzne kwiaty rurkowe są ciemnobrązowe, prawie czarne. Dno koszyczka jest silnie wypukłe, plewinki orzęsione tylko na brzegach. Kwitnie od lipca do połowy października.

## Zastosowanie
Roślina ozdobna: uprawiana ze względu na swoje piękne kwiaty, jako roślina rabatowa, a także na kwiat cięty, który w wazonie z wodą długo zachowuje świeżość. Jest wdzięcznym do uprawy gatunkiem – ma długi okres kwitnienia, a nawet po przekwitnięciu zdobi ogród swoimi koszyczkami z owocami. Jest wieloletnia i łatwa w uprawie – rośnie bujnie nie pozwalając się tak łatwo zagłuszyć chwastom, jest też całkowicie odporna na mróz i bardzo odporna na choroby i szkodniki.

## Uprawa
Rozmnaża się ją z nasion, lub przez podział bryły korzeniowej. Należy wybierać stanowiska słoneczne, roślina znosi półcień, ale najładniej kwitnie na słonecznym miejscu. Nie ma szczególnych wymagań co do gleby, ale na żyznej rośnie oczywiście bujniej. Przy długotrwałej suszy należy podlewać. Przed kwitnieniem nawozi się ją 2-3 razy. Po przekwitnięciu należy ściąć ją nieco nad ziemią.

## Odmiany ozdobne
- 'Herbstonne' – pochodzi ze skrzyżowania rudbekii błyskotliwej z rudbekią nagą. Ma żółte, pojedyncze koszyczki, gładkie liście i jest wyższa od typowego gatunku.
- 'Golden Glow' – odmiana o pełnych, puszystych koszyczkach
- 'Goldquelle' – ma jaskrawożółte, pełne kwiaty
- 'Goldsturm' – wysokość do 60 cm, złotożółte koszyczki o średnicy do 12 cm.

## Choroby i szkodniki
- Rośliny osłabione, np. przez długotrwałą suszę bywają atakowane przez mszyce i przędziorki. Zwalcza się je środkami chemicznymi.
- Biały nalot na liściach świadczy o chorobie grzybowej. Jest to mączniak prawdziwy. Zaatakowane pędy należy wyciąć i spalić, a całą roślinę opryskiwać preparatami grzybobójczymi.